# لويس تشانغ
لويس تشانغ (بالصينية: 張繼聰) هو مغني وكاتب أغاني وممثل صيني، ولد في 11 يناير 1979 بهونغ كونغ في الصين.

## وصلات خارجية
- لويس تشانغ على موقع IMDb (الإنجليزية)
- لويس تشانغ على موقع IMDb (الإنجليزية)
- لويس تشانغ على موقع ميوزك برينز (الإنجليزية)
- لويس تشانغ على موقع قاعدة بيانات الفيلم (الإنجليزية)